# Томас Телфорд
Томас Телфорд (Тельфорд, англ. Thomas Telford, 9 серпня 1757, графство Дамфрішир, Шотландія — 2 вересня 1834, Лондон, Англія) — шотландський інженер-будівельник. Займався проєктуванням й будівництвом доріг, мостів та споруд. Розробив численні проєкти з розвитку дорожньої інфраструктури в Шотландії та інших регіонах Великої Британії. У 1818 році заснував Інститут цивільних інженерів і був його першим головою. Написав автобіографію.
На його честь названо місто Телфорд у Пенсільванії.

## Біографія
Почав працювати з 15 років учнем муляра. Займався самоосвітою. У 1780 році працював на будівництві будинків в Единбурзі. У 1793 році був призначений керівником будівництва каналу Елсмир.

## Проєкти
Томас Телфорд перший став у 1800 році вживати для перекриття мостових прогонів чавунні балки, а потім їх застосовували інші інженери, наприклад Р. Стефенсон, для залізничного мосту між Ліверпулем і Манчестером. Однак чавун пізніше був визнаний непридатним для балкових мостів. Натомість чавунні аркові мости набули широкого розповсюдження наприкінці XVIII — початку XIX століть.

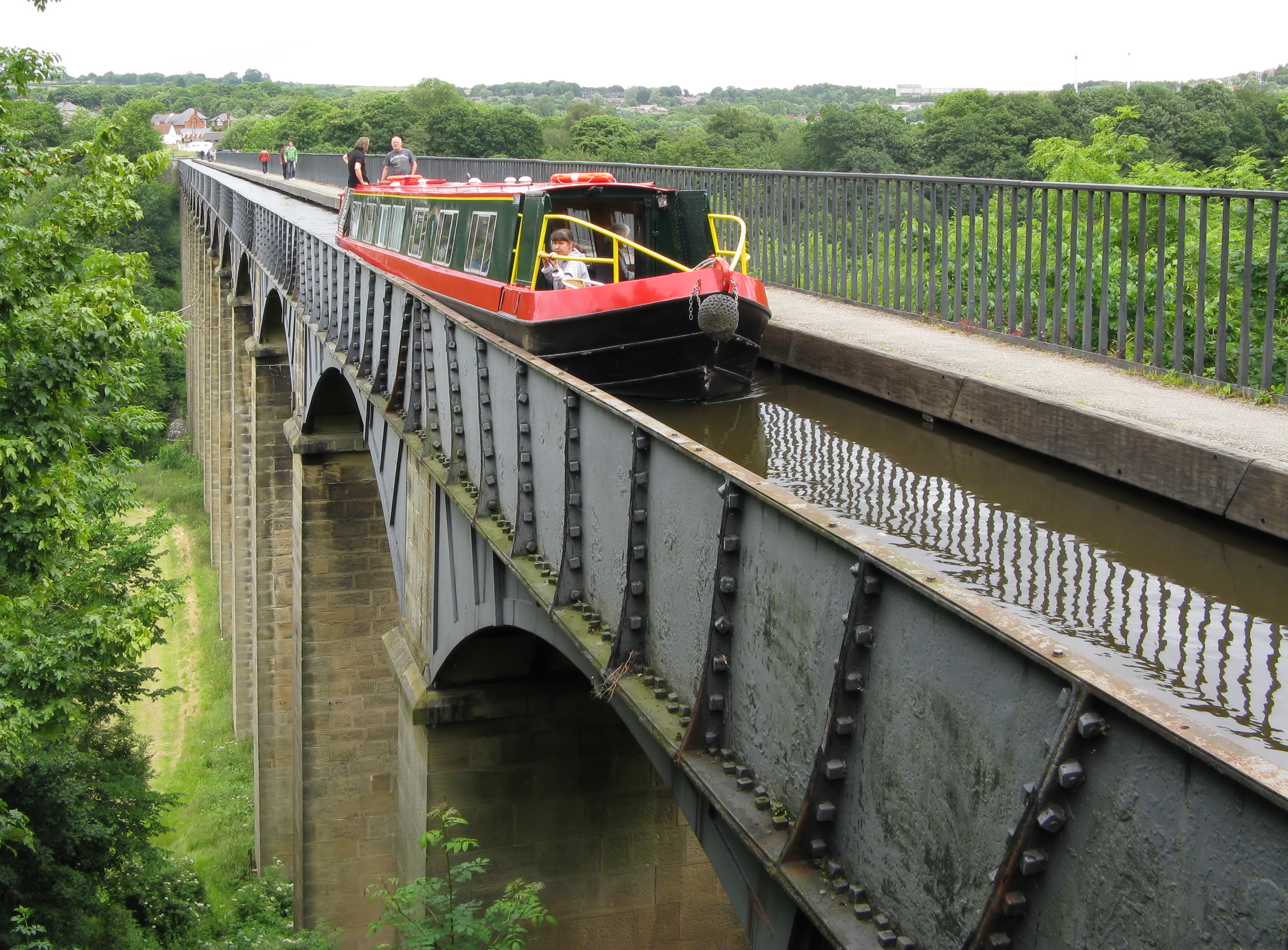
Акведук Понткісіллте. 1795—1805.

Телфорд досяг значних успіхів у будівництві аркових чавунних мостів і транспортних акведуків для судноплавних каналів. Серед транспортних акведуків, спроєктованих Телфордом, — другий в історії чавунний акведук для Шрусберійського каналу й акведук Понткісіллте, побудований протягом 1795—1805 роками через долину річки Ді біля Ланголена для Ланголенського судноплавного каналу. Опори акведука зроблені з каменю, а лотік — з чавуну. У 2009 році акведук внесено до Світової спадщини ЮНЕСКО, він досі (2020) перебуває в експлуатації. 1812 року у Бонері збудував чавунний міст прогоном 150 футів (45,7 м).

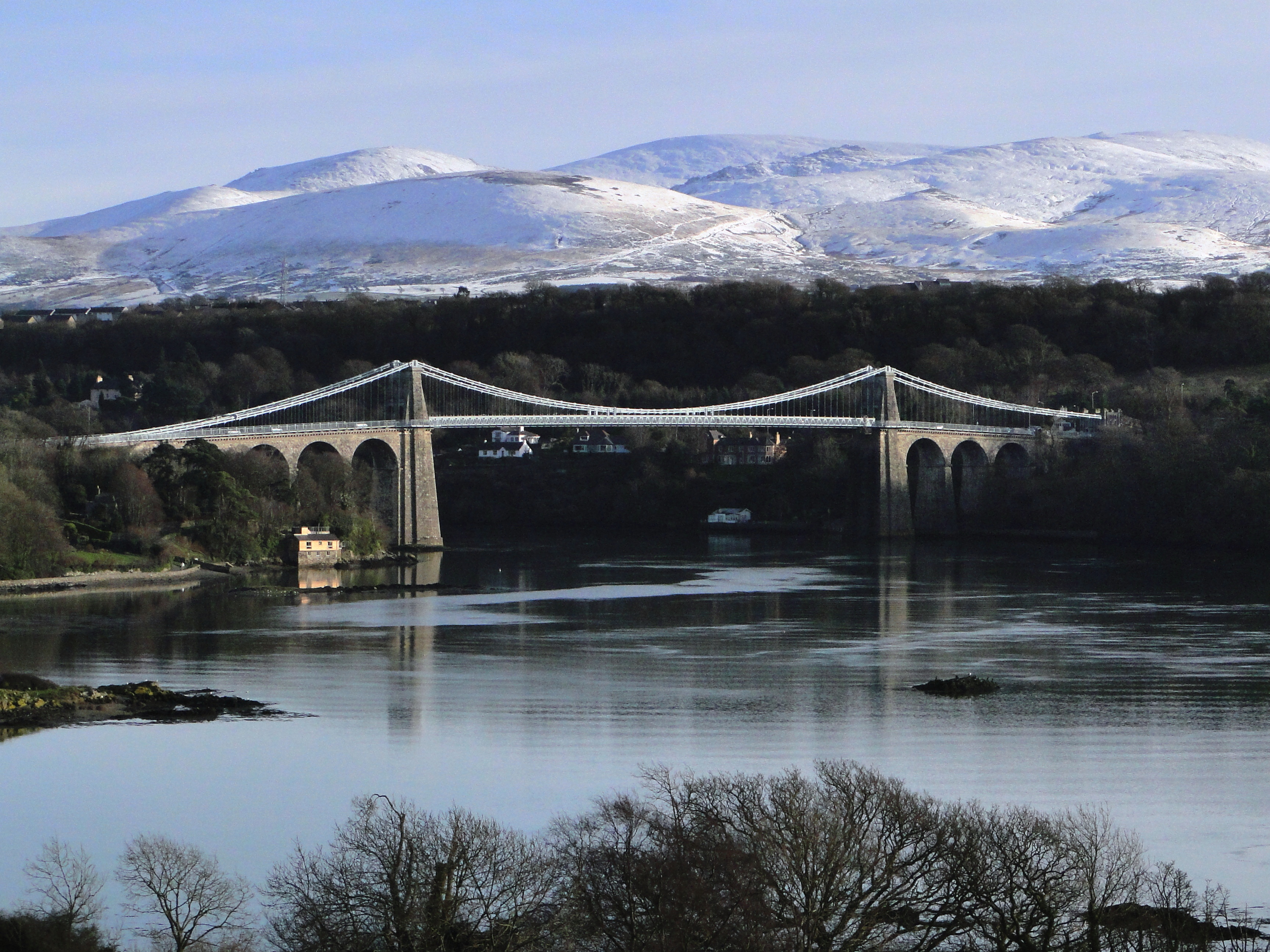
Підвісний міст через Менай. 1819—1826.

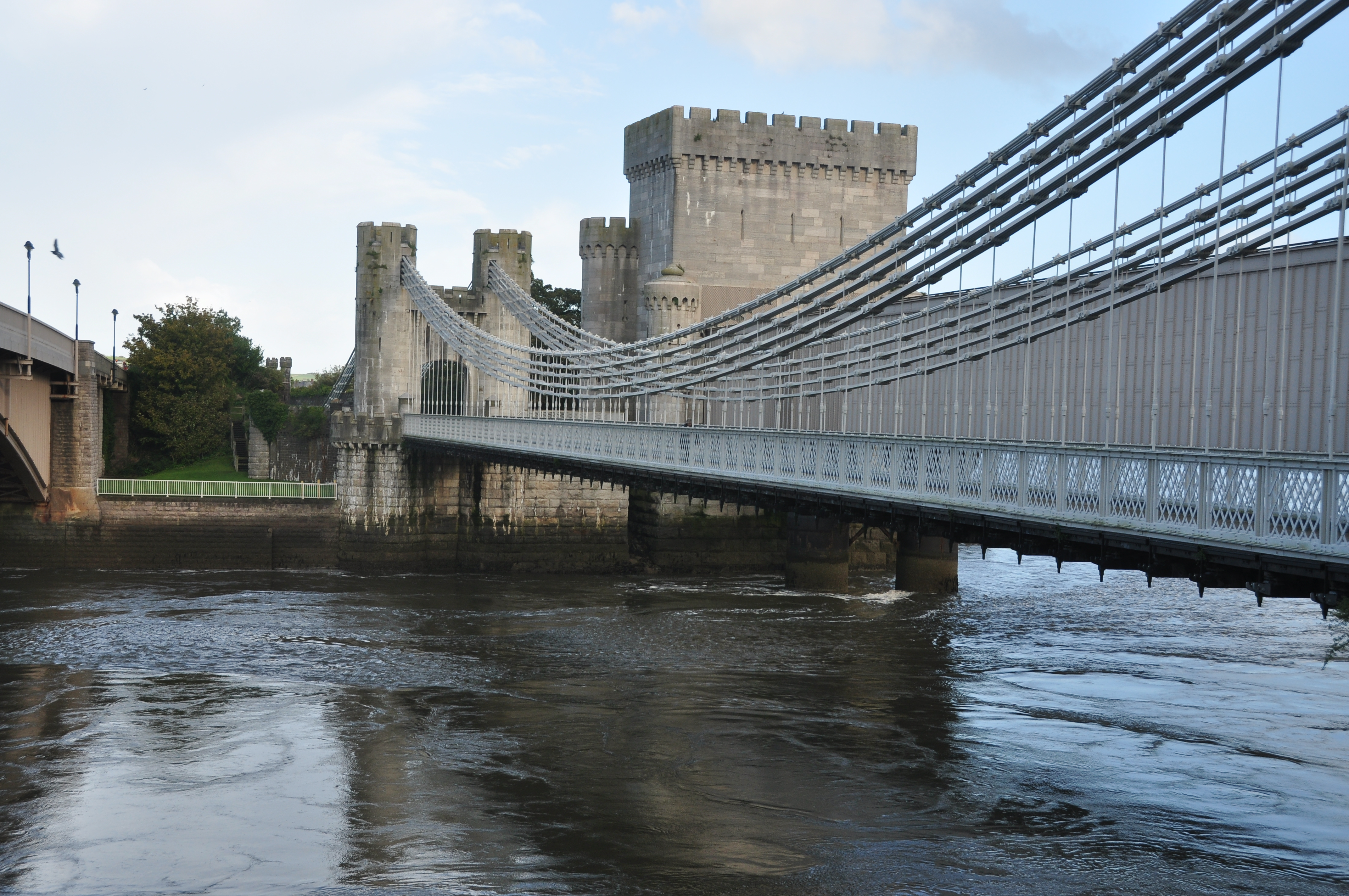
Підвісний міст через Конві. 1822—1826.

Спроєктував підвісний міст через Менай та його меншу копію — підвісний міст через Конві. Міст вів до замку Конві, побудованому у XIII столітті. Телфорд побудував підвісний міст, що завдяки стилізованим вежам вдало гармонував з архітектурою фортеці. Міст використовувався понад 130 років, поки у 1958 році не був замінений сучасним автомобільним мостом. Тепер є пішохідним мостом.
За його проєктом у 1825—1828 роках було побудовано будинок комор дока святої Катерини у Лондоні.

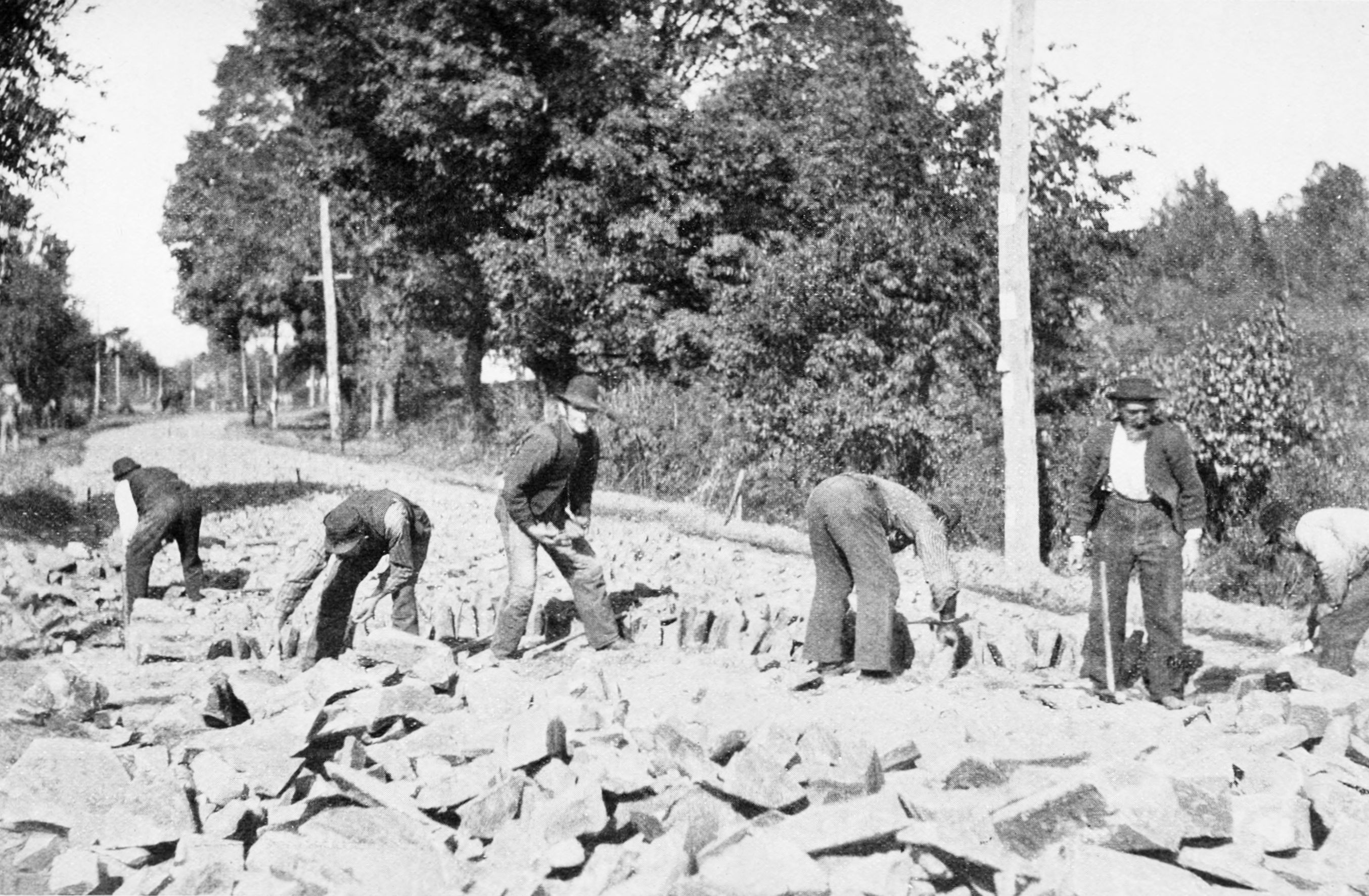
Створення основи під шосейну дорогу за методом Телфорда. США, штат Массачусетс. 1886.

Томас Телфорд обіймав посаду директора Дорожньої комісії у Голігеді, протягом 1815—1830 років він розвинув теорію француза Трезаге, приділяючи більше уваги використанню високоякісного кам'яного матеріалу. Він вважав, що деяких проблем, з якими стикалися дорожники у Франції, можна уникнути, якщо для нижнього шару дорожнього покриття брати каміння кубічної форми Телфорд розробив свої особливості при прокладанні доріг, його метод дістав назви «бруківка Телфорда» і відомий також як «пакеляж». У Шотландії і північному Уельсі Телфорд побудував близько 1500 км доріг, крім того, займався їх утриманням й вдосконаленням. Для полегшення праці на дорогах він винайшов каменедробарку особливої конструкції.
Т. Телфорд працював також у Швеції над проєктом Гета-каналу, розробив початкові плани каналу і їздив до Швеції у 1810 році для нагляду за деякими роботами на початку його будівництва.

## Мости, побудовані за проєктами Томаса Телфорда[12]
| Рік  | Назва / Розташування                 |
| ---- | ------------------------------------ |
|      | Лондонський міст (пропоновано)       |
|      | Міст Потарх                          |
| 1792 | Міст Монтфорд                        |
| 1796 | Міст Білдвас                         |
| 1796 | Акведук Лонгдон-он-Терн              |
| 1797 | Міст Конд                            |
| 1798 | Міст Б'юдлі                          |
| 1801 | Акведук у Чирку                      |
| 1805 | Акведук Понткісіллте                 |
| 1806 | Акведук Глен-Лой, Каледонський канал |
| 1808 | Тонглендський міст                   |
| 1809 | Данкелдський міст                    |
| 1810 | Брідгнортський міст                  |
| 1811 | Гелмсдейлський міст                  |
| 1812 | Бонарський міст                      |
| 1813 | Інвермористонський міст              |
| 1815 | Міст Крейджеллахі                    |
| 1815 | Міст Дунанс                          |
| 1815 | Міст Ватерлоо                        |
| 1819 | Баннокбернський міст                 |
| 1820 | Кантлопський міст                    |
| 1823 | Дамба Стенлі                         |
| 1824 | Олдфордський міст                    |
| 1826 | Підвісний міст через Конві           |
| 1826 | Підвісний міст через Менай           |
| 1826 | Міст Міф                             |
| 1827 | Міст Голт-Фліт                       |
| 1827 | Міст Овер                            |
| 1827 | Міст Кей                             |
| 1829 | Гальтонський міст                    |
| 1831 | Дінський міст                        |
| 1831 | Лотіанський міст                     |
| 1832 | Міст Глазго                          |

## Вшанування пам'яті
На честь Томаса Телфорда названо астероїд головного поясу 6019 Телфорд.

## Твори
- Telford, Thomas; Rickman, John (1838). Life of Thomas Telford, civil engineer, written by himself: containing a descriptive narrative of his professional labours : with a folio atlas of copper plates (English) . London: Printed by James and Luke G. Hansard and Sons ... and sold by Payne & Foss ... OCLC 271476168. Архів оригіналу за 11 квітня 2019. Процитовано 2 квітня 2022.